# ويلفريد ديفيد
ويلفريد ديفيد (بالفرنسية: Wilfried David)‏ ولد بتاريخ 22 أبريل 1946 في بروج، وتوفي في 15 يونيو 2015 في فلاندرز الغربية، بلجيكا، كان دراج بلجيكي سابق في صنف سباق الدراجات على الطريق.

## سجل النتائج

### سباقات أو مراحل فاز بها
- طواف فرنسا
- طواف إسبانيا
- طواف سويسرا

### المراكز
- حقق المركز الـ 2 في طواف إسبانيا 1971

## وصلات خارجية
- الموقع الرسمي

## روابط خارجية
- ويلفريد ديفيد على موقع أرشيف الدراجات (الإنجليزية)
- ويلفريد ديفيد على موقع إحصائيات الدراجات الإحترافية (الإنجليزية)
- ويلفريد ديفيد على موقع CycleBase (الإنجليزية)